# Artema
Artema là một chi nhện trong họ Pholcidae.

## Các loài
Các loài trong chi này gồm:
- Artema atlanta Walckenaer, 1837
- Artema doriai (Thorell, 1881)
- Artema magna Roewer, 1960
- Artema transcaspica Spassky, 1934
- Artema ziaretana (Roewer, 1960)